# Copa da França de Voleibol Masculino de 2019–20
A Copa da França de Voleibol Masculino de 2019–20 foi a 37.ª edição desta competição organizada pela Federação Francesa de Voleibol (FFVB). O torneio ocorreu de 22 de outubro de 2019 a 27 de setembro de 2020 e contou com a presença de 24 clubes franceses.
A equipe do Poitiers Volley sagrou-se campeão pela terceira vez após a desistência do Tours Volley-Ball de competir a final.

## Regulamento
As equipes deveriam jogar uma primeira rodada e posteriormente os playoffs, porém com o avanço da pandemia de COVID-19 na França, o Final Four originalmente programado para os dias 13 e 14 de março de 2020 foi adiado para os dias 16 e 17 de maio do mesmo ano, e logo em seguida, adiado para o início da temporada 2020–21, mas precisamente nos dias 26 e 27 de setembro de 2020.
Perto da fase do Final Four, as equipes do Paris Volley e do Spacer's de Toulouse retiraram-se do torneio devido à positividade ao COVID-19 encontrada em alguns atletas e membros da equipe técnica de ambas as equipes. O Tours Volley-Ball, no entanto, recusaram-se a participar da partida final destacando razões de saúde relacionadas ao COVID-19; a FFVB, portanto, também cancelou a partida final do torneio atribuindo a vitória ao Poitiers Volley.

## Equipes participantes
| - Amiens Métropole VB - Arago de Sète - Association Sportive Illacaise - ASU Lyon - AS Cannes - Chaumont Volley-Ball 52 - GFCO Ajaccio - Grand Nancy Volley-Ball - Martigues Volley-Ball - Mende Volley Lozère - Volley Club Michelet Halluin - Montpellier UC | - Nantes Rezé MV - Narbonne Volley - Nice Volley-Ball - Paris Volley - Plessis Robinson VB - Rennes Volley 35 - Saint-Nazaire - SAS Volley - Spacer's de Toulouse - Poitiers Volley - Tourcoing LM - Tours Volley-Ball |

## Resultados

### Primeira rodada
| Data   | Hora  |                         | Placar |                      | Set 1 | Set 2 | Set 3 | Set 4 | Set 5 | Total   | Relatório |
| ------ | ----- | ----------------------- | ------ | -------------------- | ----- | ----- | ----- | ----- | ----- | ------- | --------- |
| 22 out | 20:00 | VB Michelet Halluin     | 3–1    | Plessis Robinson VB  | 25–21 | 28–26 | 25–27 | 25–17 |       | 103–91  | Relatório |
| 22 out | 20:00 | ASU Lyon                | 3–2    | Mende Volley Lozère  | 19–25 | 22–25 | 25–19 | 25–22 | 15–8  | 106–99  | Relatório |
| 22 out | 20:00 | Amiens Métropole VB     | 1–3    | Spacer's de Toulouse | 25–21 | 19–25 | 25–23 | 21–25 | 12–15 | 102–109 | Relatório |
| 22 out | 20:00 | Paris Volley            | 3–2    | Tourcoing LM         | 32–30 | 22–25 | 25–23 | 18–25 | 16–14 | 113–117 | Relatório |
| 22 out | 20:00 | Saint-Nazaire           | 2–3    | Narbonne Volley      | 19–25 | 25–23 | 16–25 | 13–25 |       | 73–98   | Relatório |
| 22 out | 20:00 | Grand Nancy Volley-Ball | 0–3    | AS Cannes            | 18–25 | 21–25 | 23–25 |       |       | 62–75   | Relatório |
| 22 out | 20:00 | Martigues Volley-Ball   | 1–3    | Arago de Sète        | 25–23 | 22–25 | 23–25 | 22–25 |       | 92–98   | Relatório |
| 23 out | 20:00 | SAS Volley              | 3–0    | AS Illacaise         | 25–22 | 32–30 | 25–18 |       |       | 82–70   | Relatório |

### Playoffs
|  | Oitavas de final             | Oitavas de final        |                        |   | Quartas de final     | Quartas de final |                        |                        | Semifinais | Semifinais |  |  | Final | Final |
|  |                              |                         |                        |   |                      |                  |                        |                        |            |            |  |  |       |       |
|  | 30 de outubro de 2019        |                         |                        |   |                      |                  |                        |                        |            |            |  |  |       |       |
|  |                              |                         |                        |   |                      |                  |                        |                        |            |            |  |  |       |       |
|  | Paris Volley                 | 3                       |                        |   |                      |                  |                        |                        |            |            |  |  |       |       |
|  | Paris Volley                 | 3                       | 5 de novembro de 2019  |   |                      |                  |                        |                        |            |            |  |  |       |       |
|  | Rennes Volley 35             | 2                       |                        |   |                      |                  |                        |                        |            |            |  |  |       |       |
|  | Rennes Volley 35             | 2                       | Paris Volley           | 3 |                      |                  |                        |                        |            |            |  |  |       |       |
|  | 29 de outubro de 2019        |                         | Paris Volley           | 3 |                      |                  |                        |                        |            |            |  |  |       |       |
|  |                              | Nantes Rezé MV          | 1                      |   |                      |                  |                        |                        |            |            |  |  |       |       |
|  | Nantes Rezé MV               | Nantes Rezé MV          | 1                      | 3 |                      |                  |                        |                        |            |            |  |  |       |       |
|  | Nantes Rezé MV               |                         | 26 de setembro de 2020 | 3 |                      |                  |                        |                        |            |            |  |  |       |       |
|  | AS Cannes                    | 1                       |                        |   |                      |                  |                        |                        |            |            |  |  |       |       |
|  | AS Cannes                    | 1                       | Paris Volley           | 0 |                      |                  |                        |                        |            |            |  |  |       |       |
|  | 29 de outubro de 2019        |                         | Paris Volley           | 0 |                      |                  |                        |                        |            |            |  |  |       |       |
|  |                              | Tours Volley-Ball       | 3                      |   |                      |                  |                        |                        |            |            |  |  |       |       |
|  | SAS Volley                   | Tours Volley-Ball       | 3                      | 0 |                      |                  |                        |                        |            |            |  |  |       |       |
|  | SAS Volley                   | 5 de novembro de 2019   |                        | 0 |                      |                  |                        |                        |            |            |  |  |       |       |
|  | Tours Volley-Ball            | 3                       |                        |   |                      |                  |                        |                        |            |            |  |  |       |       |
|  | Tours Volley-Ball            | 3                       | Tours Volley-Ball      | 3 |                      |                  |                        |                        |            |            |  |  |       |       |
|  | 29 de outubro de 2019        |                         | Tours Volley-Ball      | 3 |                      |                  |                        |                        |            |            |  |  |       |       |
|  |                              | Chaumont Volley-Ball 52 | 0                      |   |                      |                  |                        |                        |            |            |  |  |       |       |
|  | Chaumont Volley-Ball 52      | Chaumont Volley-Ball 52 | 0                      | 3 |                      |                  |                        |                        |            |            |  |  |       |       |
|  | Chaumont Volley-Ball 52      |                         | 27 de setembro de 2020 | 3 |                      |                  |                        |                        |            |            |  |  |       |       |
|  | GFCO Ajaccio                 | 2                       |                        |   |                      |                  |                        |                        |            |            |  |  |       |       |
|  | GFCO Ajaccio                 | 2                       | Tours Volley-Ball      | 0 |                      |                  |                        |                        |            |            |  |  |       |       |
|  | 29 de outubro de 2019        |                         | Tours Volley-Ball      | 0 |                      |                  |                        |                        |            |            |  |  |       |       |
|  |                              | Poitiers Volley         | 3                      |   |                      |                  |                        |                        |            |            |  |  |       |       |
|  | Spacer's de Toulouse         | Poitiers Volley         | 3                      | 3 |                      |                  |                        |                        |            |            |  |  |       |       |
|  | Spacer's de Toulouse         | 5 de novembro de 2019   |                        | 3 |                      |                  |                        |                        |            |            |  |  |       |       |
|  | Arago de Sète                | 0                       |                        |   |                      |                  |                        |                        |            |            |  |  |       |       |
|  | Arago de Sète                | 0                       | Spacer's de Toulouse   | 3 |                      |                  |                        |                        |            |            |  |  |       |       |
|  | 29 de outubro de 2019        |                         | Spacer's de Toulouse   | 3 |                      |                  |                        |                        |            |            |  |  |       |       |
|  |                              | Montpellier UC          | 2                      |   |                      |                  |                        |                        |            |            |  |  |       |       |
|  | ASU Lyon                     | Montpellier UC          | 2                      | 1 |                      |                  |                        |                        |            |            |  |  |       |       |
|  | ASU Lyon                     |                         | 26 de setembro de 2020 | 1 |                      |                  |                        |                        |            |            |  |  |       |       |
|  | Montpellier UC               | 3                       |                        |   |                      |                  |                        |                        |            |            |  |  |       |       |
|  | Montpellier UC               | 3                       | Spacer's de Toulouse   | 0 |                      |                  |                        |                        |            |            |  |  |       |       |
|  | 29 de outubro de 2019        |                         | Spacer's de Toulouse   | 0 |                      |                  |                        |                        |            |            |  |  |       |       |
|  |                              | Poitiers Volley         | 3                      |   | Terceiro Lugar       | Terceiro Lugar   |                        |                        |            |            |  |  |       |       |
|  | Narbonne Volley              | Poitiers Volley         | 3                      | 3 | Terceiro Lugar       | Terceiro Lugar   |                        |                        |            |            |  |  |       |       |
|  | Narbonne Volley              | 5 de novembro de 2019   | 5 de novembro de 2019  | 3 |                      |                  | 27 de setembro de 2020 | 27 de setembro de 2020 |            |            |  |  |       |       |
|  | Nice Volley-Ball             | 5 de novembro de 2019   | 5 de novembro de 2019  | 2 |                      |                  | 27 de setembro de 2020 | 27 de setembro de 2020 |            |            |  |  |       |       |
|  | Nice Volley-Ball             | Narbonne Volley         | 0                      | 2 | Paris Volley         | 0                |                        |                        |            |            |  |  |       |       |
|  | 29 de outubro de 2019        | Narbonne Volley         | 0                      |   | Paris Volley         | 0                |                        |                        |            |            |  |  |       |       |
|  |                              | Poitiers Volley         | 3                      |   | Spacer's de Toulouse | 0                |                        |                        |            |            |  |  |       |       |
|  | Volley Club Michelet Halluin | Poitiers Volley         | 3                      | 0 | Spacer's de Toulouse | 0                |                        |                        |            |            |  |  |       |       |
|  | Volley Club Michelet Halluin |                         |                        | 0 |                      |                  |                        |                        |            |            |  |  |       |       |
|  | Poitiers Volley              | 3                       |                        |   |                      |                  |                        |                        |            |            |  |  |       |       |
|  | Poitiers Volley              | 3                       |                        |   |                      |                  |                        |                        |            |            |  |  |       |       |

Fonte: FFVB

## Premiação
| Copa da França de 2019–20                        |
| ------------------------------------------------ |
| Stade Poitevin Volley Beach Campeão (3.º título) |